# Smalto (araldica)
Smalto è un termine utilizzato in araldica per indicare colori, metalli e pellicce usati per colorare o rivestire sia il campo dello scudo sia le figure e le pezze poste su di esso. Il nome deriva dall'antico uso di porre sui sorcotti dei cavalieri medievali le figure dello stemma fatte con stagno battuto e smaltato di colori diversi. Inoltre in Italia si usa spesso il campo di cielo.
Alcuni autori usano il termine smalto per i soli colori ma, poiché questi due termini non compaiono nella blasonatura, una simile differenza non ha conseguenze importanti.
Gli smalti obbediscono alla regola di contrasto dei colori.
Gli smalti possono essere resi in maniera monocromatica utilizzando dei tratteggi convenzionali. Inizialmente vennero utilizzati vari sistemi, diversi per nazione. Nel XVII secolo si affermò il cosiddetto "metodo Pietrasanta". Tale metodo era stato inventato dal francese Vulson de la Colombière intorno al 1600, fu però padre Silvestro da Pietrasanta a diffonderlo pubblicando a Roma nel 1637 il suo trattato Tesserae gentilitiae. Il sistema è stato molto usato nell'epoca in cui la stampa a colori non esisteva (o era troppo costosa), cioè fino a buona parte del XX secolo.
Gli smalti araldici principali sono cinque: 
- rosso,
- verde,
- azzurro,
- nero,
- porpora.

Gli smalti secondari sono "accessori" al disegno delle figure araldiche e non corrispondono quindi direttamente a un colore. Essi sono:
- naturale,
- carnagione.

Al naturale indica il colore proprio di una figura, come il marrone per il tronco di un albero e il verde per la sua chioma, il giallo per una pera, l'ocra per dei mattoni, ecc. Di carnagione è invece sovente rappresentato col rosa o l'arancione chiaro e rappresenta il colore della pelle.
Vi sono altri colori, più rari in araldica, che si possono trovare nelle armi inglesi o tedesche, come l'aranciato, il tanné (o cannellato), il sanguigno, il ferro e il morato.
Gli smalti dei metalli araldici sono:
- oro,
- argento.

Questi colori vengono convenzionalmente rappresentati con il giallo e il bianco (o grigio chiaro), rispettivamente.